# La sombra del viento
La sombra del viento es una novela de Carlos Ruiz Zafón publicada en 2001, el primer libro de la saga del Cementerio de los libros olvidados y un superventas mundial, con elementos de realismo mágico e intriga, y más de veinticinco millones de ejemplares vendidos en 36 idiomas diferentes y en más de 30 países.
La crítica la tildó como «una de las grandes revelaciones literarias de los últimos tiempos». La sombra del viento es la primera entrega de un ciclo de cuatro novelas de prosa rica y evocadora, interconectadas y ambientadas en una Barcelona misteriosa y gótica que va desde la era de la revolución industrial hasta los años posteriores a la guerra civil española. Los cuatro relatos, independientes y autosuficientes en sí mismos, comparten algunos personajes y escenarios. Sus secuelas son El juego del ángel (2008), El prisionero del cielo (2011) y El laberinto de los espíritus (2016).

## Personajes
- Daniel Sempere: Es el protagonista de la historia. Es un chico cuya vida cambió cuando descubrió el libro La sombra del viento en El Cementerio de los Libros Olvidados, lugar al que le acompaña por vez primera su padre, el señor Sempere, cuya historia, autor, etc., le hacen vivir incontables situaciones de todo tipo (violentas, amorosas, amistosas...). En la trama pasa de ser un niño a ser un adulto.
- Señor Sempere: Es el padre de Daniel, un hombre viudo que es dueño de una librería y es el que le muestra a su hijo el misterioso lugar de El Cementerio de los Libros Olvidados.
- Julián Carax: Es el personaje más misterioso de la obra y autor del libro La sombra del viento en la novela. Todas las intrigas giran en torno a él.[4]
- Señor Fortuny: El "padre" de Julián, tenía una tienda de sombreros en donde hacía que trabajará su hijo, un hombre religioso pero golpeador de su mujer, que guardaba cierto rencor hacía Julián.
- Fermín Romero de Torres: Era un vagabundo cuando Daniel lo conoció. Con el tiempo, pasó a ser un empleado de la librería y también un gran amigo de la familia Sempere.
- Inspector Francisco Javier Fumero: Uno de los principales antagonistas de esta historia e inspector de la Brigada Criminal. Malvado que persigue a Daniel y a Fermín.
- Nuria Monfort: Hija de Isaac, personaje clave y nexo entre ambas historias.
- Tomás Aguilar: El mejor amigo de Daniel.
- Beatriz Aguilar: Hermana de Tomás. Primero tiene una relación de "enemistad" con Daniel, pero más tarde pasaría a ser el amor de la vida de Daniel.
- Clara Barceló: Una mujer joven y ciega, es la sobrina de Gustavo Barceló, con quien convive. Al inicio de la novela es el amor platónico de Daniel.
- Penélope Aldaya: Hermana de Jorge Aldaya, de familia adinerada y el amor de Julián Carax.
- Isaac Monfort: Guardián del Cementerio de los libros olvidados.
- Laín Coubert: Misterioso personaje sin rostro que es parte de la novela "La sombra del viento" dentro del libro, en el texto de Carax representa al diablo. A lo largo de la historia lo vemos tener una obsesión con las novelas de Carax, pues consigue por cualquier medio los ejemplares que se encuentra para poder después quemarlos.
- Jacinta Coronado: Aya de Penélope Aldaya y recluida en un asilo de ancianos.

## Sinopsis
Barcelona, 1945. El pequeño Daniel Sempere llega a El Cementerio de los Libros Olvidados de la mano de su padre. Allí escoge un libro llamado La sombra del viento, escrito por un misterioso autor llamado Julián Carax. Mientras crece e interesado en conocer más de este indescifrable autor, va investigando y descubre que todos sus libros han sido misteriosamente quemados por uno de los personajes del libro. La trama se desenvuelve en una embrujada Barcelona donde, junto a su nuevo amigo Fermín, intentará descubrir la verdad que envuelve a un enigmático ser que a toda costa intenta enterrar el pasado de Julián Carax. Una novela de suspense que intenta mezclar lo real con la fantasía, el misterio con el amor. En el transcurso de la historia Daniel debe descubrir el misterio que rodea a Julián y todo lo que ello conllevará, aunque al intentar encontrar en el pasado pistas que le digan quién es el misterioso escritor, pueda correr peligro su vida...

## Premios recibidos

### Canadá
- Premio de los libreros de Canadá/Quebec

### España
- Premio de la Fundación José Manuel Lara al libro más vendido
- Premio de los Lectores de La Vanguardia en 2002
- Premio Protagonistas

### Estados Unidos
- Premio libro de oro de New York
- Borders Original Voices Award
- Gumshoe Award, New York
- Public Library Book to Remember
- BookSense Book of the Year (Honorable Mention)
- Barry Award, Joseph-Beth and Davis-Kidd Booksellers Fiction Award

### Francia
- Premio al mejor libro extranjero en 2004
- Prix du Scribe
- Prix Michelet
- Prix de Saint Emilion

### Países Bajos
- Premio de los Lectores

### Noruega
- Bjornson Order al mérito literario